# Pompe biologique
Pour les articles homonymes, voir Pompe (homonymie).

Échange de entre l'air et la mer.

Dans la biogéochimie des océans, la pompe biologique, qui relève du cycle du carbone océanique, est une série de processus biologiques conduisant à transporter le carbone de la zone photique vers les fonds marins. C'est un élément majeur du cycle du carbone.
Grâce à cette pompe, l'océan a ainsi depuis le début de l'ère industrielle pu absorber 41 % du carbone anthropique émis par la consommation des énergies fossiles et la fabrication du ciment,.

## Vue d'ensemble
L'ampleur et la distribution à grande échelle du puits de carbone océanique commencent à être mieux quantifiées et géolocalisées (au moins pour la fin du XXe siècle et début du XXIe siècle,). Mais en raison de rétroactions écologiques hautement complexes, les changements temporels historiques et futurs dans l'intensité et la géographie du phénomène de pompage océanique du carbone restent respectivement mal compris et difficilement prédictibles,,. En particulier, jusqu'à il y a peu, il était très difficile de distinguer les effets des changements de flux de carbone, azote, soufre, etc. à l'interface air–mer, qui sont modulés par le changement climatique anthropique mais aussi par le changement naturellement lié à la variabilité interne du climat,,,.
Des travaux de modélisation (2016) commencent à différencier et séparer les effets anthrophiques et naturels du changement global. Il devient alors plus facile de modéliser les changements locaux et temporels du puits de carbone océanique pour les décennies à venir et dans différentes régions océaniques.
Les premiers travaux de modélisation effectués sur cette base (2016) suggèrent qu'en raison de la grande variabilité interne du climat, il est peu probable que des changements de taux d'absorption du carbone pouvant être attribués de manière certaine à une cause anthropique puissent déjà être directement observées dans les régions les plus océaniques, mais que cela pourrait devenir possible entre 2020 et 2050 dans certaines régions.
Le carbone organique est au cœur de la pompe biologique. Il est notamment transporté par des particules de matière qui coulent vers les fonds marins. C'est le cas notamment des organismes morts (incluant les tapis d'algues) et des excréments. Toutefois, du carbone atteint le fond de l'océan sous forme de carbone organique dissous (COD) par divers processus physiques.
Le carbone atteignant les fonds océaniques par ces moyens peut être sous la forme organique ou sous la forme de particules inorganiques comme le carbonate de calcium (CaCO3). Celui-ci est un composant essentiel des organismes calcifiés comme les coccolithophoridés, les foraminifères ou les Thecosomata.
Dans le cas de matériaux organiques, le processus de reminéralisation (ou décomposition) comme la respiration bactérienne, produit du dioxyde de carbone qui se dissous dans l'eau. Les carbonates de calcium se dissolvent à une vitesse dépendante du milieu et de sa température. Comme ces processus sont généralement plus lents que la synthèse de matière organique à la surface, et du fait de la chute des particules dans les fonds marins, la pompe biologique transporte la matière de la surface de l'océan vers les profondeurs.
La pompe biologique tient un rôle majeur dans le cycle global du carbone, c'est pourquoi des efforts importants sont réalisés pour mieux quantifier ce phénomène et pour mieux cerner sa répartition océanique et temporelle (effets saisonniers et tendances à long terme).
Le fer semble jouer un rôle important en tant que facteur limitant, et dont les apports varient fortement selon les climats continentaux et le taux de couverture des sols. L'humanité a fortement augmenté les apports en fer, mais pas nécessairement sous des formes bioassimilables.